# Axonolaimus interrogativus
Axonolaimus interrogativus is een rondwormensoort uit de familie van de Axonolaimidae.